# Мельник Сергій Іванович (народний депутат VIII скликання)
Сергі́й Іва́нович Ме́льник  (нар. 22 лютого 1965, Моломолинці, Хмельницький район, Хмельницька область) — український політик. Міський голова Хмельницького (з липня 2006 по 21 листопада 2014). Народний депутат України VIII скликання від Блоку Петра Порошенка

## Біографія
У період з 1981 року по 1984 рік навчався у Хмельницькому кооперативному технікумі.
У1984 році вступив у Хмельницький технологічний інститут, який закінчив у 1990 році за спеціальністю «Бухгалтерський облік і аналіз господарської діяльності».
У 1984–1986 роках проходив дійсну строкову військову службу, після якої продовжив навчання у Хмельницькому технологічному інституті. 
З 1990 року по 1992 рік працював економістом планово-фінансового відділу, бухгалтером 2-ї категорії відділу бухгалтерського обліку та звітності Хмельницького обласного житлового комунального управління. 
З 1992 року по 1993 рік — бухгалтером 1-ї категорії, провідним бухгалтером управління житлово-комунального господарства Хмельницької обласної державної адміністрації.
У 1993 році призначений на посаду заступника завідувача фінансового відділу Хмельницької міської адміністрації. 
У 1994 році переведений на посаду заступника завідувача фінансового відділу — начальника відділу економічного аналізу і планування Хмельницького міськвиконкому. Того ж року Мельник С. І. призначений на посаду завідувача фінансового відділу. У 1998 році затверджений на посаді заступника Хмельницького міського голови з питань діяльності виконавчих органів ради — завідувача фінансового відділу. 
З 2000 року працює керівником департаменту місцевих фінансів, заступником голови секретаріату Спілки лідерів місцевих та регіональних влад України, менеджером проекту «Реформування міжбюджетних відносин». Брав активну участь у розробці Бюджетного кодексу України, Формули розподілу обсягу міжбюджетних трансфертів. 
У 2002 році працював радником Проекту підтримки економічної та фінансової реформи. 
З липня 2002 року обіймає посаду начальника Департаменту з бюджету Міністерства фінансів України. Того ж року був призначений начальником Головного фінансового управління Хмельницької облдержадміністрації, а у 2003 році — заступником голови Хмельницької обласної державної адміністрації.
У липні 2006 року обраний Хмельницьким міським головою, переобраний у жовтні 2010 року. У зв'язку з обранням Народним депутатом України склав повноваження 21 листопада 2014 року. 
Дата набуття депутатських повноважень: 27 листопада 2014 р. Заступник голови Комітету Верховної Ради України з питань бюджету.
Захоплюється риболовлею та футболом.

## Сім'я
- Батько Іван Федорович (1928-2007)
- Мати Ольга Іванівна (1929—2005)
- Дружина Тетяна Василівна (1967) — головний спеціаліст регіонального відділення ФДМУ
- Син Юрій

## Громадська діяльність
Мельник С. І. веде активну громадську діяльність. Очолює Хмельницьке регіональне відділення Асоціації міст України та Хмельницьку обласну організацію Спілки економістів України. Входить до складу Правління Асоціації міст України та громад, є членом Спілки лідерів місцевих та регіональних влад України. Включений до складу Міжвідомчої комісії з питань місцевого самоврядування при Кабінеті Міністрів України.

## Нагороди, звання
- За заслуги у відродженні духовності України у серпні 2006 року Мельник С. І. нагороджений орденом рівноапостольного князя Володимира Великого III ступеня.

- Указом Президента України у 2007 році за вагомий особистий внесок у розвиток конституційних засад української державності, багаторічну сумлінну працю, високий професіоналізм Хмельницькому міському голові Мельнику Сергію Івановичу присвоєно почесне звання «Заслужений економіст України».

- Указом Президента України № 1003/2009 від 3 грудня 2009 року за вагомий особистий внесок у розвиток місцевого самоврядування, багаторічну сумлінну працю і високий професіоналізм Хмельницький міський голова С. І. Мельник нагороджений орденом «За заслуги» III ступеня[3].

- Хмельницької міської ради 21 листопада 2014 року нагороджений почесною грамотою Хмельницької міської ради І ступеня[1].

- Орден «За заслуги» III ступеня. Указ Президента від 22.01.2019, № 14/2019.[4]